# Julius Theodor Gruss
Julius Theodor Gruss, také Julius Theodor Gruß (22. září 1825 Varnsdorf – 12. května 1865 Liberec) byl český malíř.

## Život
Pocházel z malířské rodiny Grussů (Gruss Johann st., 1790-1855, Gruss Jan ml., 1820-1901) a malbě se učil u svého otce Johanna Grusse. Poté studoval na Akademii výtvarných umění v Praze v krajinářské škole Maxe Haushofera. Po většinu života žil v Teplicích a v závěru života v Liberci (1864-1865). Vystavoval v Krasoumné jednotě v Praze.

## Dílo
Gruss maloval krajiny se zříceninami hradů, romantická zákoutí se stromy a lesní zvěří, pohledy na jezerní krajinu a hory.

### Zastoupení ve sbírkách
- Galerie moderního umění v Roudnici nad Labem[4]
- Alšova jihočeská galerie v Hluboké nad Vltavou
- Památník národního písemnictví

## Galerie

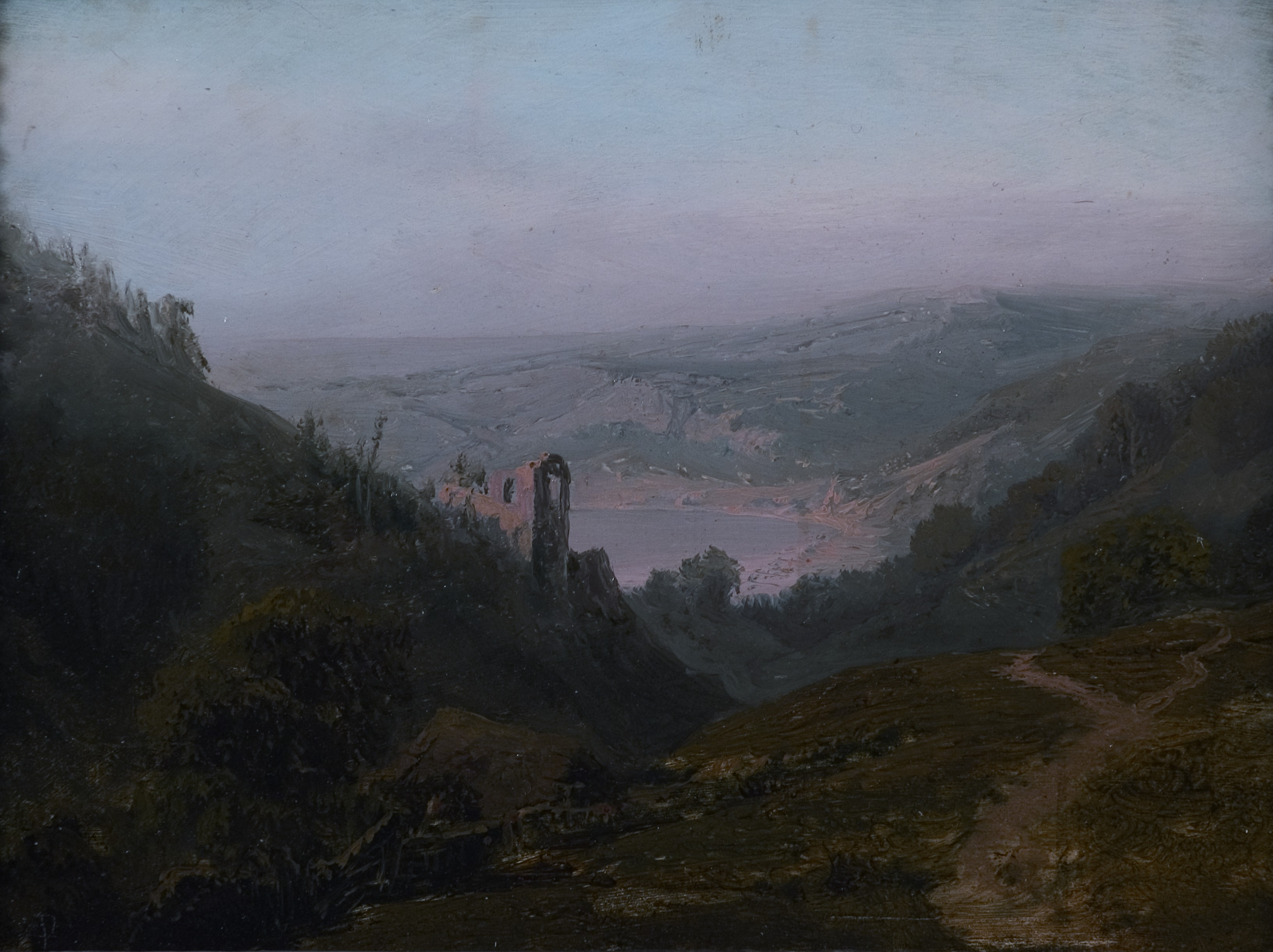
Julius Theodor Gruss – krajina s hradem
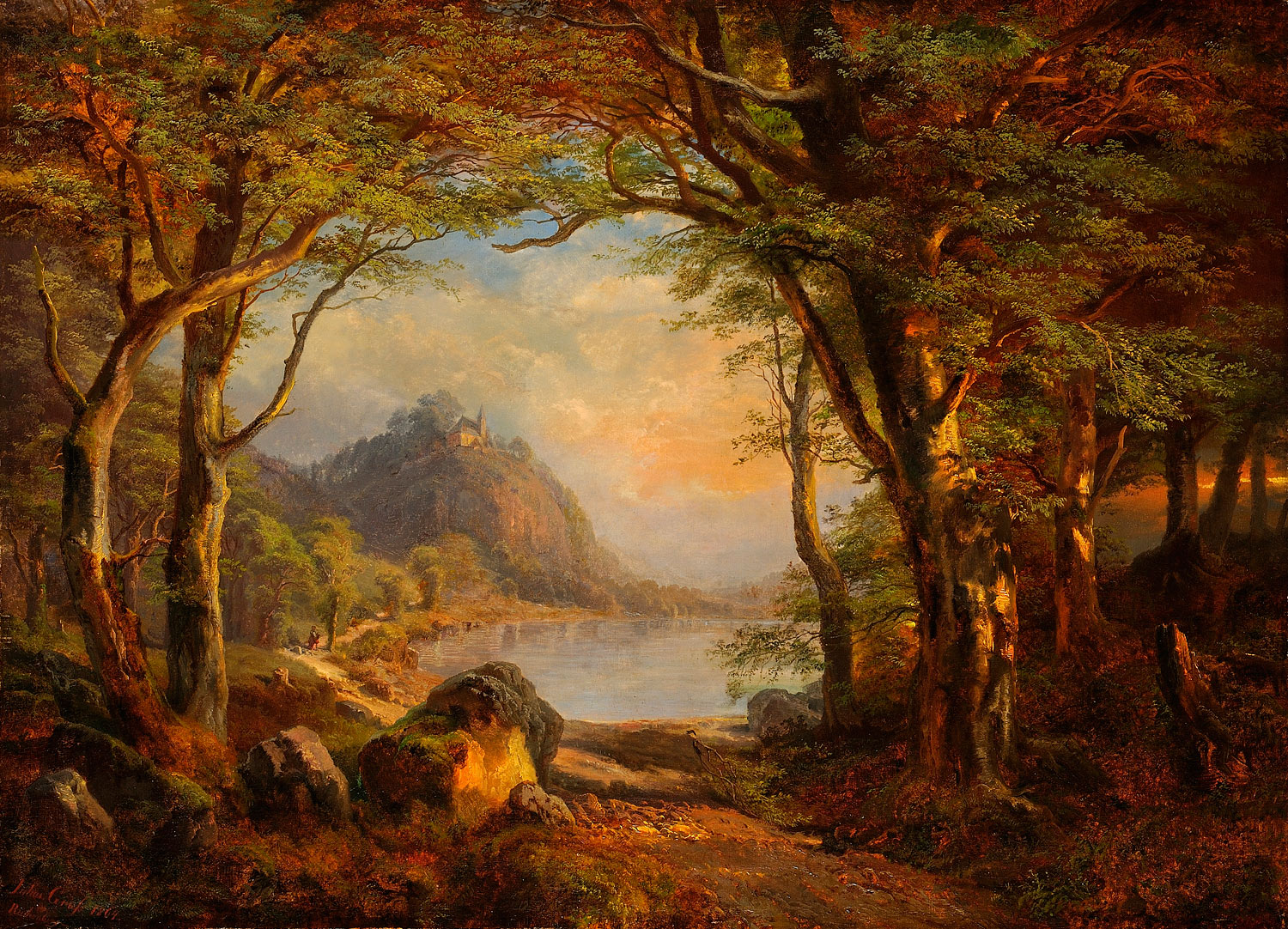
Julius Theodor Gruss – Reichenberg (1864)
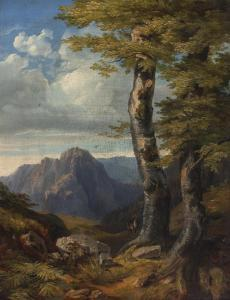
Julius Theodor Gruss – krajina s jelenem (1850)
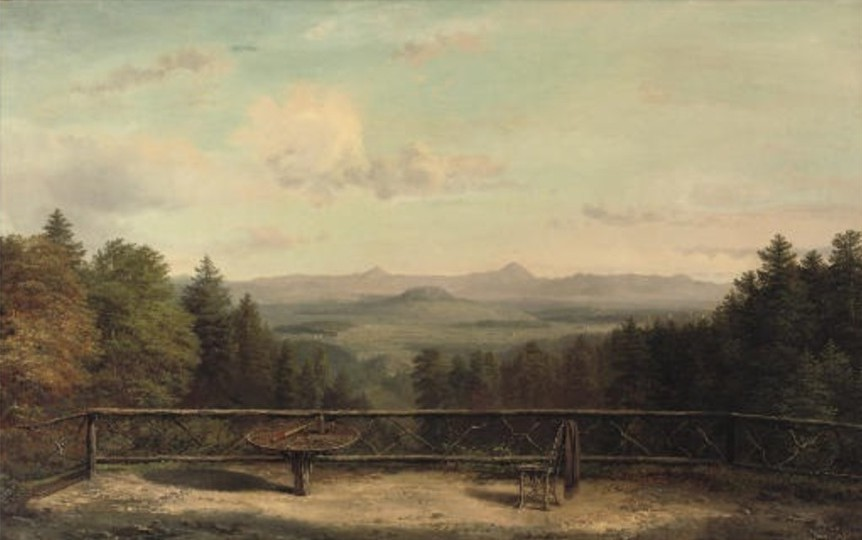
Julius Theodor Gruss – letní krajina poblíž Teplic
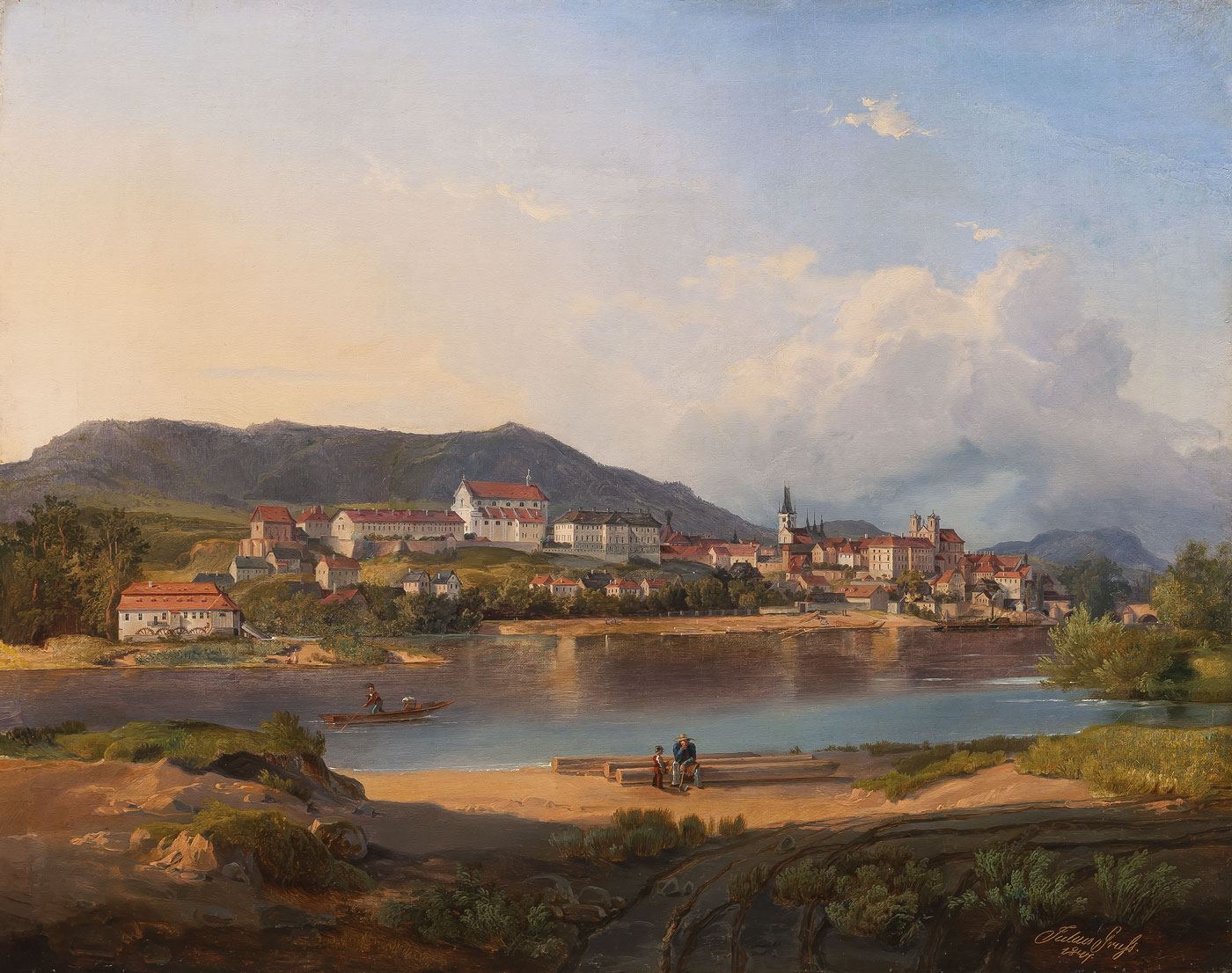
Julius Theodor Gruss – Pohled na Litoměřice (1847)